# Bradfield St George
Bradfield St George – wieś w Anglii, w hrabstwie Suffolk, w dystrykcie West Suffolk. Leży 30 km na północny zachód od miasta Ipswich i 101 km na północny wschód od Londynu. W 2001 miejscowość liczyła 386 mieszkańców.